# Pseudolimnophila seniorwhitei
Pseudolimnophila seniorwhitei är en tvåvingeart som beskrevs av Alexander 1927. Pseudolimnophila seniorwhitei ingår i släktet Pseudolimnophila och familjen småharkrankar. Inga underarter finns listade i Catalogue of Life.